# Bono Benić
Bono Benić (Čatići kod Kaknja, 1708. - Kraljeva Sutjeska, 27. ožujka 1785.), bosanski franjevac, provincijal Bosne Srebrene, ljetopisac. 
Kao desetogodišnak stupio je u Franjevački samostan u Kraljevoj Sutjesci, u kojem je stekao osnovnu i srednjoškolsku naobrazbu. Filozofsko-teološki studij završio je u Italiji (Cremona). Zanimao se za našu narodnu i crkvenu prošlost. Njegov Protocollum conventus Suttiscae smatra se najvrjednijim i najopsežnijim ljetopisom 18. stoljeća na bosanskohercegovačkom području.   
Djela:
- Cum Auctor Epitome (1777),
- Ljetopis sutješkog samostana (priređivač fra Ignacije Gavran, 1979).